# Albánia gazdaságtörténete
Albánia napjainkban természeti erőforrásokban bővelkedő, de elmaradott gazdaságú ország. Elmaradottságának oka történelmi okokban gyökerezik: már 1912-es függetlenné válása idején is messze elmaradt Európa országaitól, s e gazdasági hátrányt a későbbi évtizedek zűrzavarai és politikai csatározásai, majd a negyvenhat évig tartó, Enver Hoxha nevével fémjelzett kommunizmus csak tovább súlyosbította. Az 1991-es rendszerváltás óta eltelt időben a kis balkáni ország az elmúlt rendszerektől hagyományozódott gazdasági kihívásokkal küzdve igyekszik megfelelni az Európai Unió elvárásainak.

## Gazdasági fejletlenség a második világháborúig
A középkor és az újkor évszázadait, a 15. századtól a 19. századig az albánok nem nemzetállami keretben, hanem az Oszmán Birodalom hódoltsági területén élték végig. Az országot egyrészt szétszabdalta a hatalmaskodó albán nemzetségfők és bégek uralma, másrészt lefoglalták a hódítók elleni meg-megújuló felkelések és hadjáratok. Hagyományosan az északi gegek transzhumáló állattartással foglalkoztak, míg a déli toszkok paraszti életmódot folytattak a tímárrendszer keretein belül. Emellett az albán kézművesek – fafaragók, fegyverművesek, takácsok – Balkán-szerte híresek voltak termékeikről. Amikor a 19. század végén, a Prizreni Liga működésével párhuzamosan feltámadt a nemzeti önállósodás igénye, sajátos módon csak a kulturális felemelkedésre helyezték a hangsúlyt (nemzeti irodalom és művészet, albán ábécé megteremtése stb.), s a függetlenség 1912-es kikiáltásakor Európa legszegényebb, nemzetgazdaság nélküli országa nyerte el szabadságát.
Az első kormányok nem voltak képesek a sürgető gazdasági kérdéseket kezelni. A bégek továbbra is csatároztak egymással, a parasztság nyomorúságos körülmények között élt, és még a mérsékeltebb társadalmi és vallási reformok bevezetése ellen is fellázadt. Az ország az első világháború során politikai anarchiába süllyedt, s az 1920-as évektől a politikai küzdelmek mellett a gazdaság alapjait is meg kellett vetni. A népesség 13%-a városlakó, 95%-a írástudatlan volt, 90%-a középkori eszközökkel folytatott mezőgazdasági tevékenységet. Az ország termékenyebb területei évről évre időszakosan víz alá kerültek, a mocsaras vidékek lakosságát a malária tizedelte. Albániában nem épült ki bankrendszer, vasúthálózat, korszerű kikötők. Az Amet Zogu vezette, hatalomba került konzervatívok elleneztek bármiféle, a parasztokat földhöz juttató mezőgazdasági reformtervezetet, s gazdasági programmal is rendelkező ellenzékük, Fan Nolival az élén mindössze fél évet volt hatalmon 1924-ben, a júniusi forradalmat követően.
Az első kitörési pont a gazdasági elmaradottságból Albánia természeti erőforrásainak kiaknázásában jelentkezett. 1925-ben Olaszország koncessziót kapott Albánia ásványi nyersanyagainak, főleg kőolajának kitermelésére, olasz kereskedelmi és személyszállító hajók használhatták az albán kikötőket. Hamarosan olasz segítséggel megalakult az Albán Nemzeti Bank, majd az Albánia Gazdasági Fejlődéséért Társaság is, s a kis balkáni ország folyamatosan számíthatott az olasz gazdasági segélyre. Noha a társadalom döntő hányada nincstelen paraszt volt, továbbra is a földbirtokosok konzervatív érdekei érvényesültek, s a térség többi államától eltérően nem alakult ki agrárius vagy kommunista mozgalom. Az ásványi nyersanyagokban gazdag országban nem épült ki számottevő bányaművelés és ipar, csupán Shkodrában volt egy cementgyár, Korçában egy sörgyár, Durrësban pedig egy dohánygyár. Albánia energetikai potenciálja is kiaknázatlan maradt, jóllehet az olaszok Kuçova és Vlora között kiépítettek egy kőolajvezetéket, de a nyersolajat Olaszországba szállították. 1939-ben az albán import négyszerese volt az exportnak, a fő külkereskedelmi partner pedig Olaszország volt: gabona és élelmiszeripari termékek és gépek érkeztek az országba, cserébe kőolajat, bőrt, sajtot és tojást exportáltak Olaszországba. Ezzel Albánia gazdaságilag Olaszország mellett kötelezte el magát, bár az olasz–albán vámuniót, a cukorgyártás, a telefon- és áramszolgáltatás állami monopóliumának átengedését Zogu visszautasította.

## Kommunista nemzetgazdaság

### A kommunista tervgazdálkodás bevezetése
A második világháborút követően a kommunisták vették át a hatalmat, s a politikai-társadalmi tisztogatást követően Enver Hoxha vezetésével a gazdaság átalakításába fogtak. 1944 decemberében rendeletileg szabályozták a kül- és belkereskedelmet, a kereskedelmi vállalatok és az állami tulajdonban lévő üzemegységek jogi alapjait. E rendeletek értelmében a politikai elítéltek javait elkobozták, és ugyanígy jártak el a német vagy olasz tulajdonú ingatlanokkal, államosították a közlekedési és távközlési infrastruktúrát, a bankokat és semmisnek tekintették a korábbi kormányok által külföldi cégeknek kiadott koncessziókat. 1946 után határozottabb lépéseket tettek a sztálini típusú, központilag tervezett nemzetgazdaság kialakítása felé. Minden ipari vállalatot államosítottak, a külkereskedelmet állami monopóliummá tették és a belkereskedelem nagy részét is központi felügyelet alá vonták. Az újonnan alapított Gazdasági Tervbizottságban dolgozó mérnökök nagy hangsúlyt fektettek az iparfejlesztésre, és 1947-ben bevezették az állami költségvetés tervezését.
1945 augusztusában a kormány bevezette az ország történelmének első földreformját. Céljuk a nagybirtokos réteg felszámolása, a parasztság támogatásának megnyerése és hatékony kisgazdaságok kialakításával a fenyegető éhínség elkerülése volt. A kormányzat elengedte a mezőgazdasági termelők adósságait, kedvező áron öntözésre alkalmas vizet bocsátott a parasztság rendelkezésére, és államosította az erdőket és a legelőterületeket. A mezőgazdasági törvény újratagosította a szántóföldeket, miután államosították a kisebb földbirtokokat és a művelés alatt nem álló területeket is. A mezőgazdasági gépekkel rendelkező parasztok legfeljebb 40, az egyházi intézmények és a középparasztok 20, a nincstelen vagy zsellérsorú parasztok pedig 5 hektárnyi földet birtokolhattak. Ily módon a korábbi nagybirtokok helyén a családi gazdaságok rendszere hálózta be Albániát. 1946 májusában fogadták el a második földtörvényt, amelynek értelmében a szegényparasztok között 173 000 hektár szántóföldet, 474 000 olajfát és 60 000 igavonó állatot osztottak ki. Nem sokkal később a Hoxha-kormány győzelmi jelentésében hírül adhatta, hogy az albán parasztok magasabb kukoricát és nagyobb hozamú búzát termesztenek, mint valaha.
A lakosság életszínvonalát emelve bevezették a napi nyolcórás munkaidőt, a heti egy pihenőnapot és az évi tizenöt napos szabadságot. Az oktatást ingyenessé és kötelezővé tették, gyakorlatilag felszámolták a munkanélküliséget. Ugyanakkor a jegyrendszer a kommunista blokk országaiban a legtovább, 1975-ig maradt fenn, de azt követően is csak a központilag meghatározott fejadagokhoz lehetett hozzájutni.
Az elkövetkezendő három évtizedben Albánia tetemes gazdasági segítségre szorult, és aktuális külpolitikai orientációjának megfelelően 1948-ig jugoszláv, 1961-ig szovjet, 1978-ig pedig kínai gazdasági segélyre szorult.

### Az albán–jugoszláv gazdasági együttműködés korszaka
A Jugoszláviával kötött gazdasági szerződésekben összehangolták a két állam tervgazdaságát, monetáris rendszerét, és közös árrendszert, vámuniót hoztak létre (de a Bulgáriát is magában foglaló Balkáni Föderáció nem jött létre). Humanitárius segélyként 20 ezer tonna jugoszláv gabona érkezett az országba, és noha az Egyesült Államok az UNRRA-segélyprogram keretében 26 millió dollárnyi segélyben részesítette Albániát, a jugoszláv beruházásokra és fejlesztésekre továbbra is égető szükség volt. Állami tulajdonú albán–jugoszláv bányaművelési, vasútépítő, kőolaj-kitermelő, áramszolgáltató és belkereskedelmi vállalatok alakultak Albánia-szerte. Jugoszláv beruházásoknak köszönhetően épült meg a korçai cukorgyár, az elbasani élelmiszeripari komplexum, a rrogozhinai kenderfeldolgozó üzem, a vlorai halkonzervgyár, a tiranai nyomda, telefonközpont és textilgyár. Hasonlóképpen támogatták Albánia gazdaságát azzal, hogy világpiaci áron vették át az albán rezet és más termékeket. Az albán vezetők egyre terhesebbnek érezték a jugoszláv jelenlétet, úgy vélték, nagy szomszédjuk a vegyes vállalatokkal kizsákmányolja hazájukat, ráadásul az albán nyersanyagokért nagyon alacsony áron jut hozzá. Emellett az albánok elképzelése szerint a hangsúlyt a könnyűipar és az olajfeldolgozás fejlesztésére kellett volna helyezni, ezzel szemben a jugoszlávok a mezőgazdasági termelésre építették fel albániai beruházásaikat. 1948-ban az ellentétek a kapcsolatok megszakításához vezettek, s Albánia első számú gazdasági partnere a Szovjetunió lett.

### Az albán–szovjet gazdasági együttműködés korszaka
A Szovjetunió elsősorban pótolta a kiesett jugoszláv gazdasági támogatást, 1949 februárjában pedig Albánia belépett a Kölcsönös Gazdasági Segítség Tanácsába (KGST). Hamarosan kétoldalú kereskedelmi egyezményeket kötöttek a Szovjetunióval, Lengyelországgal, Csehszlovákiával, Magyarországgal és Romániával is. A kelet-európai blokk országaiból műszaki szakemberek, a Szovjetunióból katonai tanácsadók érkeztek az országba és Sazan szigetén egy szovjet tengeralattjáró-bázist is kiépítettek. 1949–1951 között az albán külkereskedelmi volumennek több mint a felét a szovjet export és import tette ki. Az albán államháztartási deficitet a Szovjetunió hosszú lejáratú hitelekkel rendszeresen kompenzálta.
Az albán vezetők – Enver Hoxha, Mehmet Shehu és körük – egyre inkább igazodtak a sztálinista politikai dogmákhoz és nemzetgazdasági elképzelésekhez. 1952-ben hirdették meg az első, paradox módon 1951–1955-re vonatkozó ötéves tervet, amelynek főbb sarokpontjai az olaj-, króm-, réz-, nikkel-, bitumen- és szénkitermelés fokozása, az energiatermelés, a közlekedési infrastruktúra és a mezőgazdaság fejlesztése voltak. Az Albán Munkapárt II. Kongresszusa (1955) után az iparosítás felgyorsításáról és a termőföldek erőszakos államosításáról döntöttek. Ebben az évben a mezőgazdasági javak 87%-át még a családi gazdaságok termelték, 1960-ra ugyanilyen arányban már az állami gazdaságok és a termelőszövetkezetek vették ki részüket a termelés volumenéből.
Sztálin halála után, a Nyikita Hruscsov által meghirdetett desztalinizációt az albán felső vezetés nyugtalanul figyelte. 1957 áprilisában azonban Hoxha Moszkvába utazott, ahol keményvonalas politikája megváltoztatásáért cserébe ígéretet kapott az 1955 végéig nyújtott 105 millió dolláros hitel elengedésére és további 7,8 millió dolláros élelmiszer-szállítmányra. Ám a következő évben, 1958-ban Hoxha elégedetlenségét fejezte ki a kelet-európai nemzetgazdaságokat összehangoló KGST-tervvel kapcsolatban. Ennek értelmében Albánia szerepe az erőltetetten folyó nehézipari termelés helyett a mezőgazdasági javak előállítása és az ércbányászat lett volna. 1959 májusában Hruscsov Albániában tett tizenkét napos látogatása során igyekezett meggyőzni Hoxhát és Shehut a KGST-terv fontosságáról, és Albániáról mint a szovjet blokk lehetséges gyümölcsöskertjéről beszélt. Ekkor azonban már eldöntött terv volt a Szovjetunióval való szakítás, és a kapcsolatok kiépítése a népi Kínával. A szovjet pártvezetés válaszul 1960-ban egy megígért gabonaszállítmányt nem indított el Albániába, és Kína – noha maga is gazdasági gondokkal küszködött – pótolta a kiesett gabonát.
Az Albán Munkapárt IV. Kongresszusán, 1961 februárjában elfogadták a harmadik ötéves tervet (1961–1965), amely a költségvetés 54%-át nehézipari beruházásokra irányozta elő, nyíltan szembemenetelve Hruscsov elképzeléseivel. Megtorlásul a Szovjetunió befagyasztotta albániai segélyprogramjait, majd 1961 októberében kiközösítették Albániát a kommunista tömbből. A szovjet szakember- és tanácsadógárda elhagyta Albániát, s a Sazan-szigeti szovjet tengeralattjáró-bázist is elbontották. Albánia 1961-ben beszüntette tevékenységét a KGST-ben, noha formálisan 1987-ig annak tagja maradt.

### Az albán–kínai gazdasági együttműködés korszaka
A kommunista blokkal való szakítást követően Kínán volt a sor, hogy pótolja a Szovjetunió nyújtotta gazdasági támogatást Albániában. Peking kedvezőbb feltételek mellett nyújtott kölcsönt, illetve a költséges kelet-európai szakembergárdát felváltó kínaiak is az albán viszonyoknak megfelelően alacsony fizetést kaptak és hasonló lakáskörülmények között éltek. A számottevő gazdasági segítségért cserébe Albánia a népi Kína európai hídfőállása lett és az ENSZ-ben képviselte a kínai ügyeket.
Az albán vezetők legnagyobb aggodalmára azonban hamar kiderült, hogy a kínai műszaki berendezések és szakemberek messze nem állnak azon a fejlettségi szinten, mint a korábbi szovjetek. Idővel Kína nem is volt képes időben leszállítani a megígért gépipari berendezéseket, ami egyrészről az albán gazdaság növekedését visszavetette, másrészt kénytelen volt továbbra is fenntartani a külkereskedelmi kapcsolatokat az európai kommunista blokkal. Az alacsony termelékenység, az elnagyolt gazdasági tervezés, a munkásság képzetlensége és a hibát hibára halmozó üzemszervezési gyakorlat egyre nyilvánvalóbbá vált. 1962-ben Albánia megszorító intézkedéseket vezetett be, amellyel a termelési költségeket és a beruházási terveket igyekeztek racionalizálni – nem nagy sikerrel, a kínai segítségre továbbra is égető szükségük volt. Noha a belföldi igényeket mesterségesen alacsony szinten tartották, mégis panaszra adtak okot az elviselhetetlen életkörülmények, a gyenge minőségű kereskedelmi áruk és az infláció. 1966-ban Hoxha meghirdette a kulturális forradalmat, amelyen belül reformokat vezettek be a gazdasági életben is. Csökkentették a kiugróan magas fizetéseket és a havi bért 1200 lekben (kb. 100 dollár) maximálták. Újult erővel folytatták a termelőszövetkezetek szervezését azokon a távoli hegyvidéki részeken, ahol az elmúlt években nem mutattak fel sikereket e téren, egyúttal maximálták a háztáji gazdaságok méretét. Ezen kívül a nem fizikai dolgozókat kötelezték, a hagyományosan másodrendű szerepbe kényszerülő nőket pedig bátorították a szocialista termelésben való részvételre.
Az albán–kínai kapcsolatokban az 1970-es évek elején változás állt be. Ahogy Kína a ktörést kereste a nemzetközi elszigeteltségéből, úgy Albánia is nyitott, és felvette a külkereskedelmi kapcsolatokat Franciaországgal, Olaszországgal, Ausztriával, a skandináv országokkal, valamint egy sor újonnan függetlenné vált ázsiai és afrikai országgal. Mao 1976-os halála után, 1978-ban azonban Kína bejelentette az Albániának nyújtott gazdasági és katonai segítség megszüntetését.

### Az izolacionizmus és a gazdasági nyitás
Miután Albánia patrónus nélkül maradt, Hoxha a párt és az ország fő irányvonalát az izolacionizmusban, a gazdasági önellátásra való berendezkedésben határozta meg az 1970-es évek közepén, amikor a kínai–albán kapcsolatok már kihűlőben voltak. Törvénybe foglalták, hogy Albánia gazdasági értelemben önellátó, és tiltották a külső gazdasági segélyek vagy hitelek elfogadását, valamint a vegyesvállalatok alapítását (különösen „burzsoá” vagy „revizionista” féllel). Szembement ez a döntés minden racionalizmussal: a fejletlen infrastruktúrájú, erőltetetten iparosított ország képtelen volt az önellátásra, s ennek egyenes következményeként Albánia egyre nyomorultabb gazdasági egérfogóba szorult.
Hoxha 1985-ös halála után Ramiz Alia foglalta el a helyét, és bár igyekezett elődje örökségét továbbvinni, a kelet-európai politikai változások az albán társadalomra is hatással voltak. A Mihail Gorbacsov szovjet pártfőtitkár által bevezetett, a glasznoszty és a peresztrojka fémjelezte reformmozgalom Albánia totalitárius rendszerét is megingatta. Lassú és óvatos politikai és gazdasági reformkezdeményekkel jellemezhető átmeneti időszakot, majd folyamatos polgárháborús helyzetet követően 1991–1992-ben Albániában is lezajlott a rendszerváltás.

## Napjaink gazdasága
A korábban állami tulajdonban álló nemzeti vagyon tetemes részét az 1991-es rendszerváltást követően privatizálták, megszaporodtak a korábban nem ismert magánvállalkozások, s 1996-ban már a magánszektor állította elő az évenként 10%-kal növekedő GDP 75%-át. Ez az imponálóan növekedő gazdaság azonban nagyon mélyről indult, a magánvállalkozásoknak az infrastruktúra hiányával kellett megküzdeniük, a pénzügyi szektor fejletlen maradt, s az albán állampolgárok boldogulása nagyban függött a külföldön vendégmunkát vállaló családtagok hazaküldött jövedelmétől. E látszólagos fejlődést akasztotta meg, valójában a reménytelen helyzetet tette még kilátástalanabbá az 1996-ban kitört és 1997-ben is továbbgyűrűző piramisjáték-válság. A piramisjáték elvén működő befektetési alapok csődje nyomán a lakosság közel háromnegyede elveszítette megtakarításait, országszerte zavargások törtek ki. A cégekkel kapcsolatba hozott Berisha-adminisztráció helyzete és politikai hitele megrendült. A kormányváltást követően a Fatos Nano vezette szocialisták vették át a hatalmat, akik még 1998-ig a belpolitikai helyzet rendezésével voltak elfoglalva, végül Pandeli Majko, majd Ilir Meta kormányzása alatt megindult a gazdasági stabilizáció is. A koszovói háború idején Albániában állomásozó NATO-haderők jelenléte az infrastruktúra javulásához járult hozzá, a gazdaság növekedési üteme ismét elérte a válság előtti szintet.
Hagyományosan Albánia agrárország, amelyet a kommunizmusban erőszakosan iparosítottak. Az 1990-es években az irracionális szerkezetű ipar összeomlott és infrastruktúra híján a mezőgazdasági termelés sem lett hatékony, így napjainkban Albániában a nemzeti össztermék döntő hányadát a harmadik szektor, a szolgáltatóipar termeli ki. Az 1990-es évek végétől, a belpolitikai helyzet stabilizálódásától kezdve a gazdaság erőre kapott, s míg korábban a kontinens legszegényebb országának számított, az egy főre eső GDP tekintetében 2006-ban (5600 USD) Európában Bosznia-Hercegovinát, Szerbiát és Moldáviát is megelőzi.

## Lásd még
- Albánia gazdasága